# 恋は永遠/デッドライジング
「恋は永遠/デッドライジング」 （こいはえいえん/でっどらいじんぐ）は、ガガガSPの16枚目のシングル。2009年2月17日発売。発売元はLD&K Records/俺様レコード。

## 収録曲＆解説
1. 恋は永遠
  - 作詞・作曲：コザック前田
  - アルバム『金くれ!!愛くれ!!自由くれ!!』にも収録された。
2. デッドライジング
  - 作詞・作曲：ガガガSP
  - カプコンWii用ソフト『デッドライジング ゾンビのいけにえ』タイアップ曲。
3. メッセージソング
  - 作詞・作曲：コザック前田